# MB.200 (航空機)
MB.200は、フランスのブロック社によって開発された重爆撃機である。1933年に初飛行し1934年から量産が開始された。第二次世界大戦時においては旧式化していた為、一部の機体が偵察任務で使用された他は訓練や輸送機として使用された。

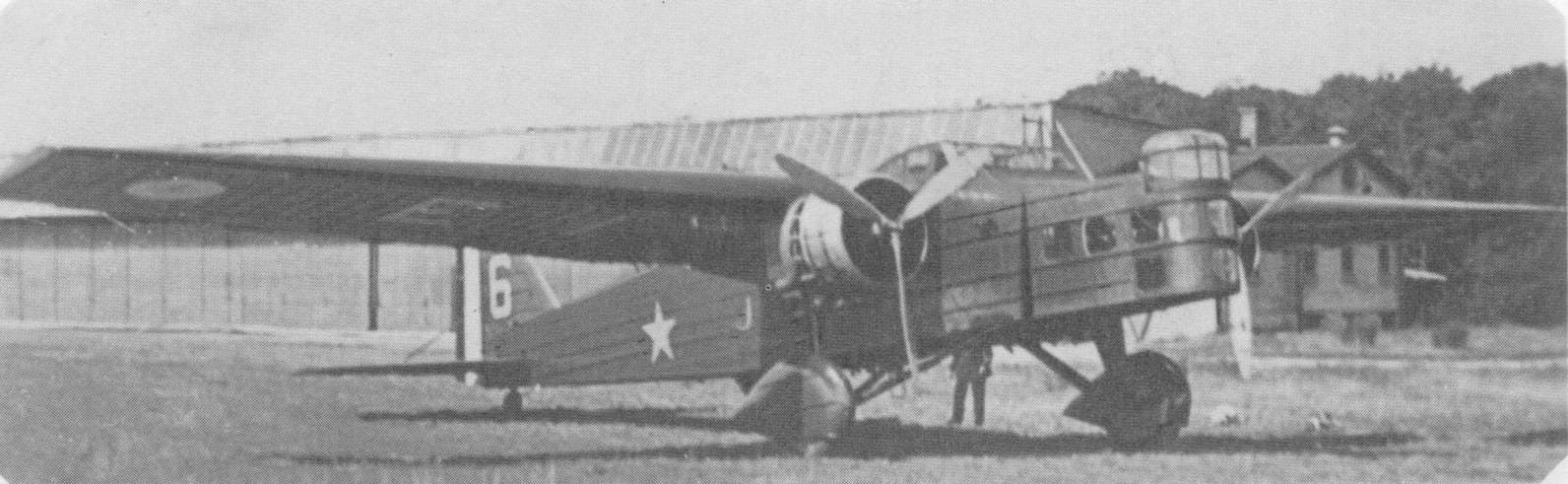
ブロシュMB.200

## 概要
ブロッシュMB.200は、1932年にフランス空軍が出した重爆撃機の要求仕様に基づいて開発された。高翼、固定脚の全金属製の機体で、1933年7月に初飛行した。速度性能は空軍の要求値より低かったが、操縦面や整備面で扱いやすい機体だったため1934年に制式採用された。
第二次世界大戦開戦時には既に旧式化していた為本機を爆撃機として装備している部隊はなかったが、複数の部隊で本機を偵察機として使用した。しかし、ドイツとの開戦後は偵察任務でも撃墜される機体が出てきた為、乗員訓練や輸送機として後方で運用されるようになった。休戦後も一部の機体は、ドイツ軍によって引き続き輸送機として使用された。
総生産機数は208機である。

## スペック
- 全長：16.00 m
- 全幅：22.45 m
- 全備重量：7,280 kg
- エンジン：ノームローンGR14Kirs 空冷14気筒 870 hp
- 最大速度：283 km/h
- 航続距離：1,000 km
- 武装
  - 爆弾1,200kg
  - 7.5mm機銃×3
- 乗員 4名